# Büschelstraße 3
Das Fachwerkhaus in der Büschelstraße 3 ist ein Bauwerk in Darmstadt-Eberstadt.

## Geschichte und Beschreibung
Das Fachwerkhaus wurde im Jahre 1628 erbaut. Die fränkische Dreiseithofreite besteht aus einem Wohnhaus und einem sich anschließenden massiven Torbau. Das giebelständige zweigeschossige Fachwerkwohnhaus mit gedrungenen Proportionen ist heute verputzt. Eine Thermografie zeigt im Fachwerkbild über dem massiven Erdgeschoss wandhohe Streben im ersten Obergeschoss. Im Dachgeschoss gibt es eine dreiviertelhohe Mannfiguration und kurze Gegenstreben im Brüstungsbereich.

## Denkmalschutz
Eine Balkendatierung gibt das Jahr 1628 an. Das Fachwerkhaus ist aus architektonischen, baukünstlerischen und stadtgeschichtlichen Gründen ein Kulturdenkmal.